# Твин Лејкс (округ Адамс, Колорадо)
Твин Лејкс (енгл. Twin Lakes, Adams County) насељено је место без административног статуса у америчкој савезној држави Колорадо.

## Демографија
По попису из 2010. године број становника је 6.101, што је 200 (-3,2%) становника мање него 2000. године.
| Група             | 2000.         | 2010.         |
| Белци             | 2.851 (45,2%) | 2.038 (33,4%) |
| Афроамериканци    | 49 (0,8%)     | 77 (1,3%)     |
| Азијати           | 216 (3,4%)    | 193 (3,2%)    |
| Хиспаноамериканци | 3.108 (49,3%) | 3.704 (60,7%) |
| Укупно            | 6.301         | 6.101         |